# Sortie d’usine
Sortie d’usine (dt.: Feierabend) ist der erste Roman des französischen Schriftstellers François Bon und erschien 1982. Der Roman thematisiert das Leben der Arbeiter in der und mit der Fabrik im 20. Jahrhundert.

## Inhalt
Im Prolog des Romans beschreibt der Erzähler und Protagonist seinen Weg zur Arbeit, der durch einen lärmenden und hektischen Bahnhof führt. Bei der Fabrik angekommen, werden erste Eindrücke von dieser vermittelt.
Im Kapitel „Première semaine“ werden vor allem die sinkende Motivation der Arbeiter und der monotone Alltag in der Fabrik geschildert, welcher sich auf die immer gleiche, zähe Art und Weise hinzieht und nur von Essenspausen oder dem Gang zur Toilette unterbrochen wird.
Im Abschnitt „Deuxième semaine“ geht es um den Umgang mit dem Tod in der Fabrik und um die Tradition, die Toten mit dem Gabelstapler unter Lärm durch die Fabrik zu fahren. Bei diesem Todesritual drücken die Hinterbliebenen ihren Schmerz durch Lärm aus, den sie mithilfe ihrer Werkzeuge machen. Dieses Ritual kann als Ausbruch aus dem monotonen Fabrikalltag gesehen werden und gibt ihnen trotzdem ein Gefühl des Menschseins wieder.
Im Kapitel „Troisième semaine“ wird die geladene Atmosphäre der Arbeiter während eines Streiks beschrieben. Es geht nicht aus dem Roman hervor, welche Forderungen die Arbeiter an die Arbeitgeber stellen, es werden jedoch Träume der Arbeiter und das Ausscheiden von Kollegen thematisiert.
Das Kapitel „Quatrième semaine“ kann als Rückblick auf das Arbeitsleben und den Schreibprozess betrachtet werden. Der Protagonist fühlt sich unwohl bei seiner Arbeit und versucht die Sinnlosigkeit seines Daseins als Mensch zu vergessen. Ständig begleitet ihn die Angst, mit dem Verlassen der Fabrik auch den Sinn seines Lebens zu verlieren. Er erkennt, dass die Fabrikarbeit ihn schwach und gebrechlich gemacht hat.
Nachdem er seine Arbeit in der Fabrik aufgegeben hat, kehrt der Protagonist noch einmal dorthin zurück und reflektiert über sein Leben und Arbeiten in der Fabrik.

## Zwischen Autobiographie und Fiktion
Als François Bon fünfzehn Jahre alt war, durchlebte er die Entwicklungsphase, die ihn am meisten prägte. Er beschäftigte sich viel mit Literatur. Im Alter von 17 Jahren hörte er jedoch mit dem Lesen auf, da er in einer Fabrik in Frankreich, als auch in Moskau und Indien arbeitete. Als er mit 25 Jahren die Fabrik verließ, begann Bon erneut, sich seiner Leidenschaft der Literatur zu widmen. Vorzugsweise las er nun die Werke Kafkas. Aus diesem Grund entstand sein erstes Buch Sortie d'usine. François Bon legt Wert darauf, dass seine Bücher nicht vom Schreiben handeln, denn es ist für ihn ohnehin offenkundig, dass ein Buch immer eine Metapher des eigenen Entstehens ist.
Seiner Meinung nach schreibt ein Autor immer aus dem Grenzbereich der Imagination heraus, denn in jedes Werk fließt etwas Persönliches mit ein, ob gewollt oder nicht. Weiterhin betont er, dass es nicht sein Anliegen ist, über sein Leben und das Leben in der Fabrik zu schreiben. Dennoch konnte er die Fabrikerfahrung erst mit dem Schreiben vermitteln, als sich sein Körper gegenüber der Fabrik und dem Körper behaupten konnte. Für ihn war die Fabrik nicht als Ort wichtig, ihn interessierte vor allem die Zeitstruktur der Fabrik und die Tatsache, dass sie ein geschlossener Ort ist, an dem die Körper in eine Art Wiederholung gezwungen werden.
Der Satz « On écrit toujours avec de soi » (dt.: „Man schreibt immer mit etwas von sich selbst“) stammt im Original von Roland Barthes, wurde jedoch häufig von François Bon zitiert, um seine Einstellung bezüglich autobiographischer Merkmale in den Werken eines Autors auszudrücken. Bon sieht demnach Schreiben als eine Antwort auf ihn bewegende Fragen an. Aus diesem Grund hat er nicht die Wahl, nicht das zu veröffentlichen, was ihn interessiert und umgibt, denn ein Autor schreibt in einem Werk auch immer ein stückweit von sich selbst, jedoch nicht über sich. Laut Bon fließt in jeden Text etwas Biographisches und Persönliches mit ein.
Diese autobiographischen Merkmale können allerdings unterschiedlicher Natur sein. Einerseits kann dies ein Erlebnis oder eine Erfahrung sein und dem Text somit eine persönliche Note verleihen, andererseits sind Texte bereits aufgrund der vom Autor vorgenommenen Selektion, welche Wörter und Begriffe er in einem Text verwendet und welche nicht, persönlich. Darüber hinaus kreiert ein Autor beim Schreiben Bilder in seinem Kopf, die den Text in seiner Entstehung beeinflussen können.
Auch wenn gewisse Anspielungen im Roman Sortie d'usine auf eine autobiographische Thematik hindeuten, lässt sich festhalten, dass es sich bei dem Roman nicht um eine Autobiographie handelt, da François Bon nicht die Kriterien einer traditionellen Autobiographie einhält, wie man sie beispielsweise in Rousseaus Confessions vorfindet.

## Textausgaben
- Sortie d’usine, roman. Paris: Minuit, 1982. Eine „nouvelle édition“ erscheint 1985 beim gleichen Verlag.[2]
- Feierabend, Roman. Aus dem Französischen von Edgar Völkl. Berlin: Aufbau Verlag, Edition Neue Texte, 1987.